# Mount Wolf, Pennsylvania
Mount Wolf là một thị trấn thuộc quận York, tiểu bang Pennsylvania, Hoa Kỳ. Năm 2010, dân số của thị trấn này là 1393 người.